# William Boyle (12e comte de Cork)
Pour les articles homonymes, voir William Boyle.
William Henry Dudley Boyle, 12e comte de Cork et 12e comte d'Orrery, est un officier britannique de la Royal Navy (30 novembre 1873 – 19 avril 1967). Il sert comme officier subalterne sur la base navale de Chine pendant la révolte des Boxers, puis servit pendant la Première Guerre mondiale, d'abord comme officier d'état-major pendant la campagne des Dardanelles, puis comme commandant de la patrouille de la mer Rouge. À ce titre, il dirige un bombardement de six jours du port de Djeddah, tenu par les Turcs, et collabore étroitement avec Lawrence pour soutenir la révolte arabe. Dans l'entre-deux-guerres, il est commandant en chef de la flotte de réserve, président du Royal Naval College de Greenwich et commandant en chef de la Home Fleet. Après avoir succédé à un cousin, il devient comte de Cork en 1934, et devient Commander-in-Chief, Portsmouth
Boyle sert également pendant la Seconde Guerre mondiale, d'abord comme responsable de la planification de l'opération Catherine, une offensive navale avortée en mer Baltique proposée par Winston Churchill et visant à couper l'approvisionnement en minerai de fer de Suède. Ensuite, il devient commandant d'une expédition anglo-française prévue pour aider les Finlandais dans la guerre d'Hiver qu'ils mènent contre une attaque soviétique : cette expédition est également annulée. Enfin, il reçoit le commandement d'une force navale avec pour mission de reprendre aux Allemands le port stratégique de Narvik, en Norvège. Bien que Narvik est brièvement prise, toutes les troupes alliées sont finalement retirées.

## Carrière navale

### Jeunesse
Né le deuxième des quatre fils du colonel Gerald Edmund Boyle (petit-fils d'Edmund Boyle, 8e comte de Cork) et d'Elizabeth Theresa Pepys (fille de Charles Pepys, 1er comte de Cottenham), « Ginger » Boyle rejoint le navire-école HMS Britannia en tant que cadet le 15 janvier 1887. Il est affecté au cuirassé à tourelle HMS Monarch dans l'escadre de la Manche en décembre 1888 et, après sa promotion au grade d'aspirant le 15 juin 1889, nommé au cuirassé HMS Colossus dans la flotte méditerranéenne en mars 1890.
Boyle est transféré sur la corvette HMS Active dans le Training Squadron en juillet 1892 et, après avoir été promu sous-lieutenant le 1er juillet 1894, il rejoint la canonnière HMS Lizard au Australia station en septembre 1894. Il est promu lieutenant le 1er octobre 1895. En juillet 1898, il est transféré sur le croiseur HMS Furious dans l'escadron de la Manche, puis il devient premier lieutenant sur le sloop HMS Daphne au China Station station chinoise en novembre 1898 : à ce titre, il participe à la révolte des Boxers. Il est nommé premier lieutenant sur la canonnière torpilleuse HMS Hazard le 2 juillet 1902, avant de  devenir commandant du destroyer HMS Haughty le 28 août 1902,. Il devient ensuite officier en second sur le croiseur HMS Astraea, dans la Mediterranean Fleet en février 1904. Après être promu commandant le 31 décembre 1906, il est réaffecté comme officier en second sur le cuirassé  HMS Hibernia dans la flotte de la Manche en janvier 1907. Il rejoint la division du renseignement naval de l'Amirauté en janvier 1909 avant de devenir officier en second sur le croiseur cuirassé HMS Good Hope dans la flotte de l'Atlantique en 1911. Il devient ensuite commandant du croiseur HMS Skirmisher dans la Home Fleet en janvier 1912 et est promu capitaine le 30 juin 1913. Il est nommé attaché naval britannique à Rome en juillet 1913 et, à ce titre, est impliqué comme observateur pendant la deuxième guerre balkanique. Pour ce travail, il est nommé commandeur de l'ordre des Saints-Maurice-et-Lazare.

### Première guerre mondiale

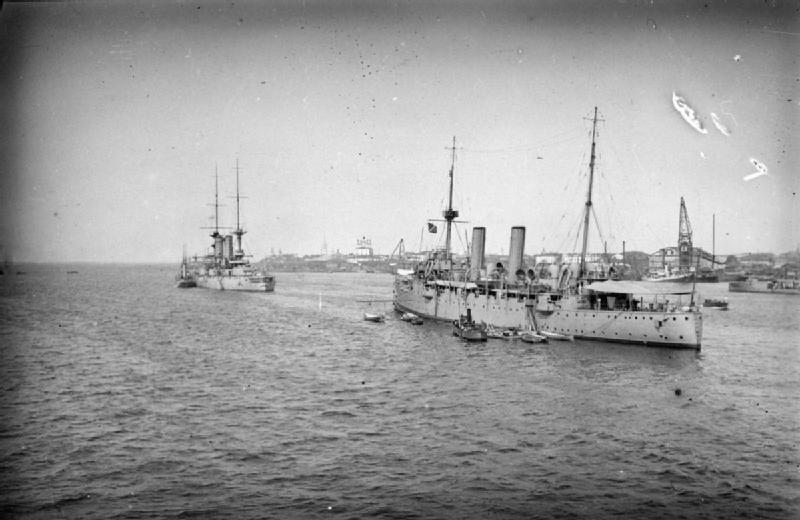
Le croiseur léger que Boyle commande dans la mer Rouge pendant la Première Guerre mondiale.

Boyle sert pendant la Première Guerre mondiale, d'abord comme officier d'état-major du contre-amiral Rosslyn Wemyss pendant la campagne des Dardanelles. Il reçoit le commandement du croiseur léger HMS Fox dans la mer Rouge en septembre 1915 et devient commandant de la patrouille de la mer Rouge en janvier 1916. À ce titre, il dirige un bombardement de six jours du port turc de Djeddah en juin 1916 et travaille en étroite collaboration avec T. E. Lawrence pour soutenir la révolte arabe. Pour ses services à l'Égypte, il a reçu l'Ordre du Nil, 3e classe, le 4 décembre 1916. Il devient capitaine de pavillon de l'amiral Sir Henry Oliver, commandant le 1er escadron de croiseurs de bataille de la Grande Flotte, sur le croiseur de bataille HMS Repulse en novembre 1917. Il est nommé Compagnon de l'Ordre du Bain le 1er janvier 1918 et, pour ses services rendus à la Jordanie, il reçoit l'Ordre d'El Nahda, deuxième classe, le 23 avril 1920.

### Entre deux guerres
Boyle devient commandant du croiseur de bataille HMS Tiger dans la flotte de l'Atlantique en avril 1919 et commandant de la caserne navale de Devonport en juillet 1921. Il est nommé aide de camp naval du roi le 8 novembre 1922. Promu rear admiral le 1er novembre 1923, il devient commandant en second du 2e escadron de combat de la flotte de l'Atlantique avec son drapeau sur le cuirassé HMS Resolution en mai 1924. Après avoir suivi le cours de guerre des officiers supérieurs au Royal Naval College de Greenwich, il devient commandant du 1er escadron de croiseurs de la flotte méditerranéenne avec son drapeau sur le croiseur HMS Frobisher en septembre 1926. près une tournée avec son escadron sur la China Station et sa promotion de vice admiral le 12 juin 1928, il devient commandant en chef de la flotte de réserve avec son drapeau sur le croiseur léger HMS Constance en décembre 1928 et président du Royal Naval College de Greenwich en avril 1929. Il est promu chevalier commandeur de l'Ordre du Bain le 3 juin 1931. Promu admiral le 1er novembre 1932, il devient commandant en chef de la Home Fleet avec son drapeau sur le cuirassé HMS Nelson en mars 1933. Il est promu chevalier grand-croix de l'Ordre du Bain le 16 juillet 1935.
Boyle succéde à son cousin comme comte de Cork et Orrery et baron Boyle de Marston en 1934 et assiste aux funérailles du roi George V en janvier 1936. Il est nommé premier et principal aide de camp naval du roi le 12 juillet 1936 et assiste au couronnement du roi George VI en mai 1937. Il devint Commander-in-Chief, Portsmouth en juillet 1937 et, après avoir été promu Admiral of the fleet le 21 janvier 1938, il est toujours « …extrêmement en forme et plein d'énergie et de dynamisme. ».

### Seconde guerre mondiale

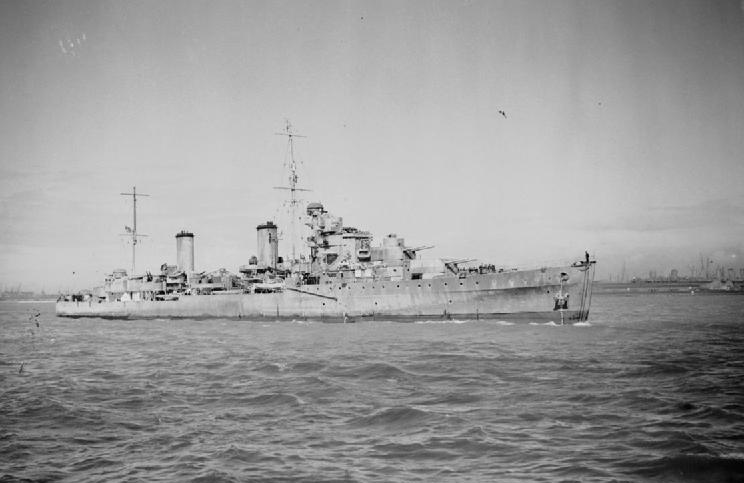
Le croiseur sur lequel Boyle met son pavillon pour les opérations en Norvège au début de la Seconde guerre mondiale.

William Boyle sert pendant la Seconde Guerre mondiale, initialement comme responsable de la planification de l'opération Catherine, une offensive navale en mer Baltique proposée par Winston Churchill, qui vise à couper l'approvisionnement en minerai de fer de Suède et à isoler l'Allemagne du commerce scandinave. L'opération doit avoir lieu au printemps 1940, mais est abandonnée en janvier 1940.
Il devint ensuite commandant désigné d'une expédition anglo-française prévue pour aider les Finlandais dans la guerre d'Hiver qu'ils mènent contre une attaque soviétique : la Finlande accepte les conditions soviétiques en mars 1940 et cette expédition est également annulée.
En avril 1940, il reçoit le commandement d'une force navale avec pour mission de reprendre aux Allemands le port stratégique de Narvik en Norvège : il hisse son pavillon sur le croiseur HMS Aurora. Boyle est favorable à une prise immédiate de Narvik par des forces militaires et navales, mais le commandant de l'armée, le major general Pierse Joseph Mackesy, plus prudent, a reçu l'ordre de ne pas tenter un débarquement. Cork bombarde Narvik puis abandonne la mission face à la forte opposition allemande. Cork assure le tir de couverture pour le débarquement des troupes de la Légion étrangère française à Bjerkvik en mai 1940 et, bien que Narvik soit brièvement capturée, il lui est demandé de soutenir le retrait de toutes les troupes alliées en juin 1940. Il reçoit l'Ordre norvégien de Saint-Olaf pour cette opération le 13 octobre 1942.

### Dernières années
Churchill est outré que l'admiral James Somerville n'ait pas poursuivi la marine italienne après la bataille du cap Teulada en novembre 1940 et envoie Boyle mener une enquête, mais celui-ci conclut que Somerville a agi de manière tout à fait appropriée.
Boyle sert dans la Home Guard durant les dernières années du conflit. Il devient président de Shaftesbury Homes and Arethusa, une école de formation pour garçons sans-abri à Londres, en 1942. Il assiste aux funérailles du roi George VI en février 1952. Il meurt à son domicile londonien le 19 avril 1967. Il est enterré au cimetière de l'église Saint-Léonard de Marston Bigot, dans le Somerset, près de Marston House, le fief familial.

## Famille
Boyle épouse, à l'église catholique romaine St. Mary's de Chelsea, le 24 juillet 1902, Lady Florence Keppel (1871-1963), la plus jeune fille de William Keppel, 7e comte d'Albemarle. Ils n'ont pas eu d'enfants.

### Sources
- Tony Heathcote, The British Admirals of the Fleet 1734 – 1995, Pen & Sword Ltd, 2002 (ISBN 0-85052-835-6)
- Geoffrey Regan, Geoffrey Regan's Book of Naval Blunders, André Deutsch, 2001 (ISBN 0-233-99978-7, lire en ligne )
- Markku Ruotsila, Churchill and Finland: a study in anticommunism and geopolitics, Routledge, 2005 (ISBN 978-0-415-34971-0)